# ايرمين زيتش
ايرمين زيتش (18 فبراير 1988 البوسنة والهرسك - ) هو لاعب كرة قدم بوسني، يلعب كمهاجم.

## وصلات خارجية
ايرمين زيتش على موقع اتحاد تركيا (لاعب) (الإنجليزية)
- ايرمين زيتش على موقع قاعدة بيانات كرة القدم.إي يو (الإنجليزية)
- ايرمين زيتش على موقع بيانات كرة القدم. دي إي (الألمانية)
- ايرمين زيتش على موقع ناشيونال فوتبول تيمز (الإنجليزية)
- ايرمين زيتش على موقع Soccerway.com (الإنجليزية)
- ايرمين زيتش على موقع عالم كرة القدم.نت (الإنجليزية)
- ايرمين زيتش على موقع AS.com (الإسبانية)